# Duilian

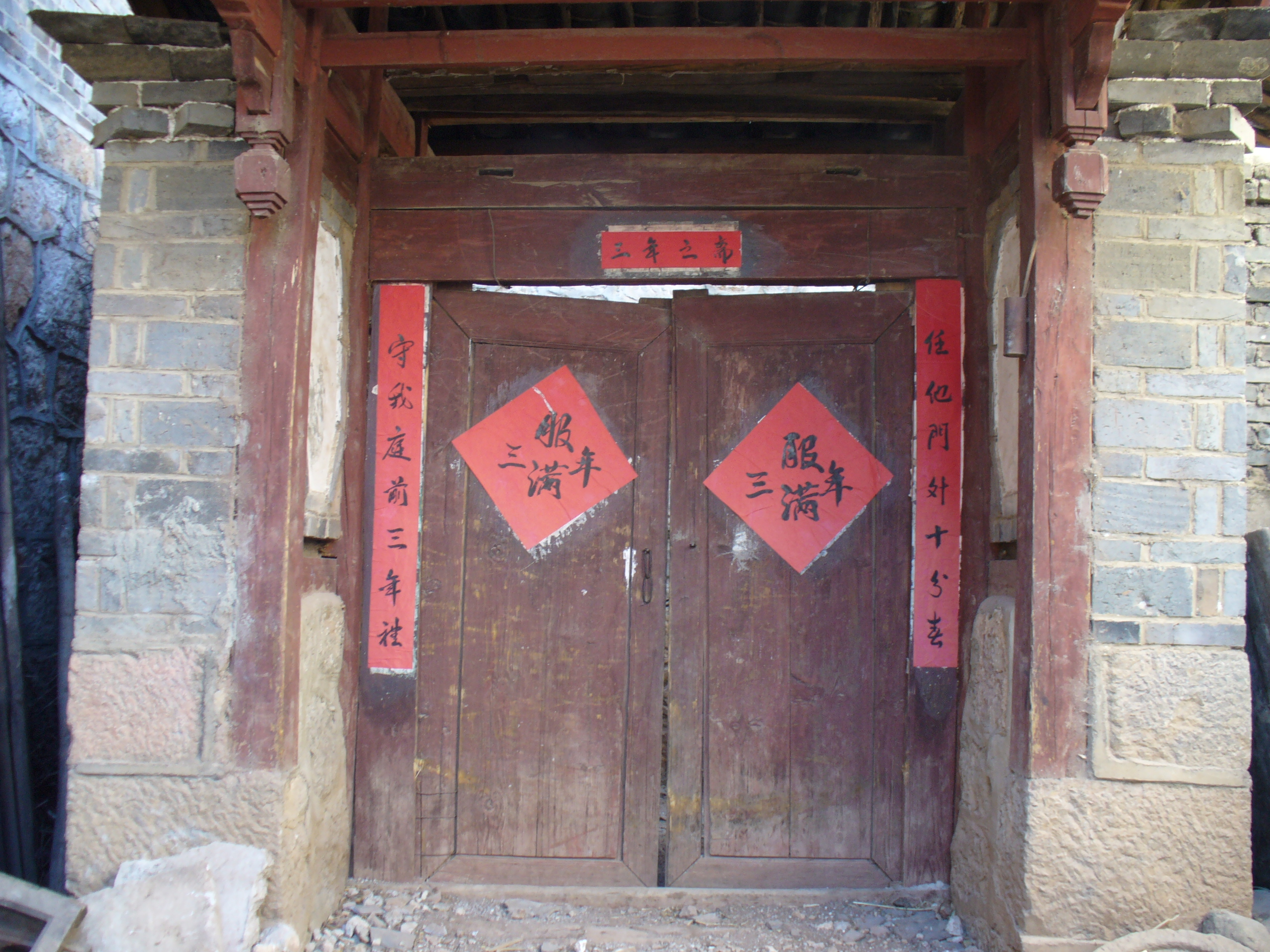
Duilian na drzwiach wejściowych jednego z domów w Lijiangu

Duilian (chiń. upr. 对联;; chiń. trad. 對聯; pinyin duìlián) lub yinglian (chiń. upr. 楹联; chiń. trad. 楹聯; pinyin yínglián) – w kulturze chińskiej krótkie poetyckie sentencje umieszczane przy drzwiach wejściowych. Zawieszane są symetrycznie po obydwu stronach drzwi i składają się z takiej samej liczby znaków chińskiego pisma; często parę duilian uzupełnia trzeci slogan, umieszczany nad drzwiami. Poza funkcją czysto ozdobną przekazują swoją treścią głębsze refleksje i mają przynosić błogosławieństwo domowi. Duilian sporządzane są zazwyczaj czarnym lub złotym tuszem na papierze koloru czerwonego i wykaligrafowane przez doświadczonego artystę. Sentencje nie są zapisywane współcześnie używanymi znakami pisma chińskiego, lecz dawniejszymi, bardziej ozdobnymi.
Szczególnym rodzajem duilian są chunlian (chiń. upr. 春联; chiń. trad. 春聯; pinyin chūnlián), radosne życzenia pomyślności, wywieszane z okazji chińskiego Nowego Roku.